# MS Navigator of the Seas

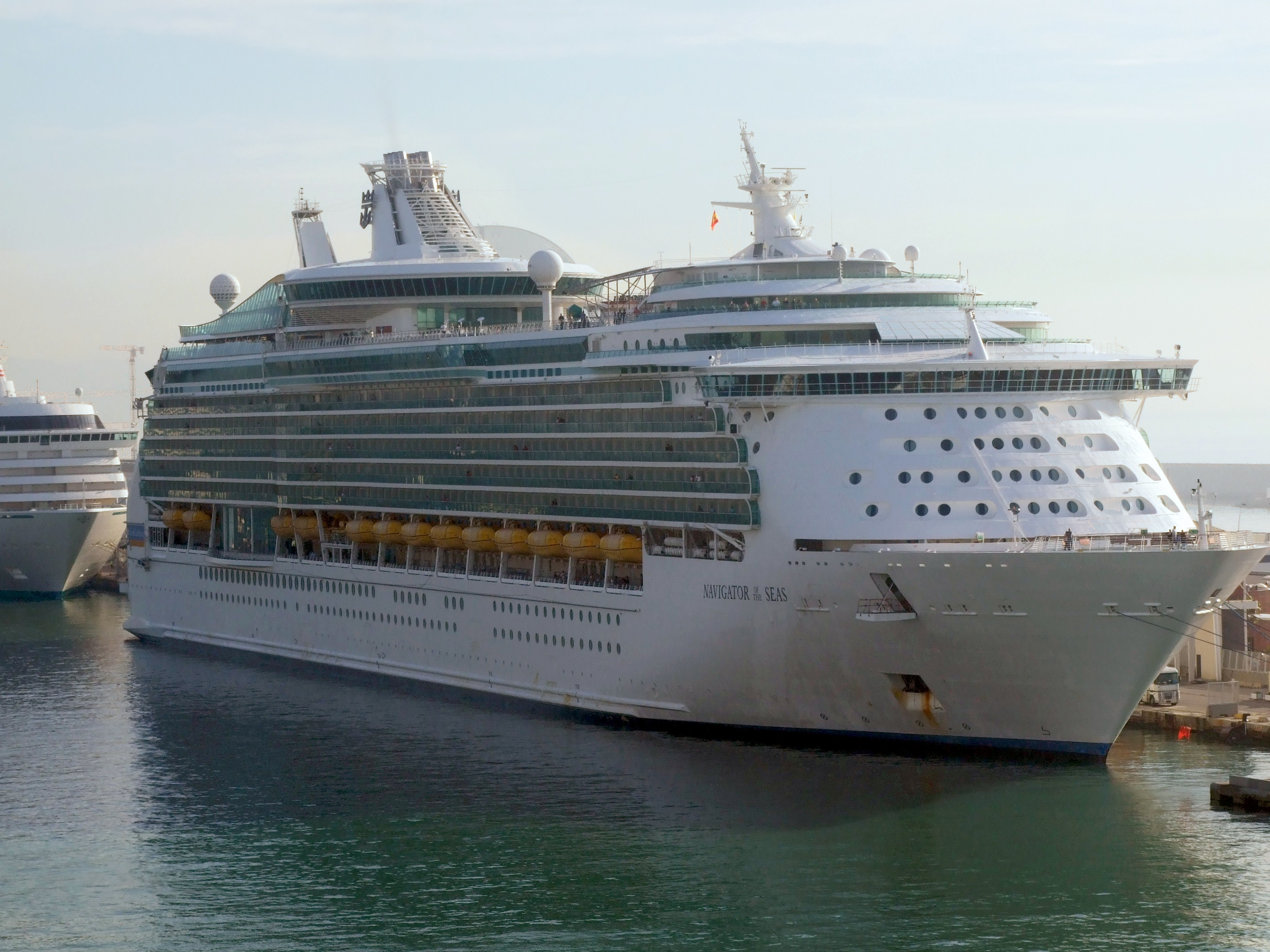
MS Navigator of the Seas w Barcelonie, 2010

MS Navigator of the Seas – jeden z największych na świecie statków pasażerskich (w 2007 roku czwarty pod względem wielkości) należący do Royal Caribbean International. Statek ten należy do statków klasy Voyager. 
Jednostka została zbudowana w stoczni Aker Finnyards w Turku, w Finlandii, wodowanie nastąpiło 29 września 2002, a jej matką chrzestną została tenisistka Steffi Graf. 14 grudnia 2002 statek wypłynął w swój pierwszy rejs z Southampton w Wielkiej Brytanii po Europie i Morzu Śródziemnym. Pojemność brutto statku wynosi 138 279, a na pokład może zabrać 3114 pasażerów oraz 1213 członków załogi. Jego długość wynosi 311,1 m, a maksymalna szerokość (na wysokości skrzydeł mostka kapitańskiego) 49,1 m (38,6 m  na wysokości tafli wody). Wysokość do szczytu masztu to 63 m. Kubatura statku wynosi około 450 000 m³.
Statek pływa pod banderą wysp Bahama, a jego port macierzysty to Nassau.

## Navigator of the Seas w Polsce
8 czerwca 2007 roku Navigator of the Seas zacumował w Gdyni przy Nabrzeżu Francuskim (obok Dworca Morskiego), gdzie przebywał zaledwie kilka godzin - od 7.00 do 12.00. Był to największy (pod względem tonażu pojemnościowego brutto, liczby miejsc pasażerskich i długości) statek jaki cumował dotychczas w polskim porcie. Dla uczczenia tej wizyty tego samego dnia odbyła się uroczystość wmurowania pamiątkowej tablicy w Alei Statków Pasażerskich.
31 sierpnia 2007 statek odwiedził Port w Gdyni po raz drugi.

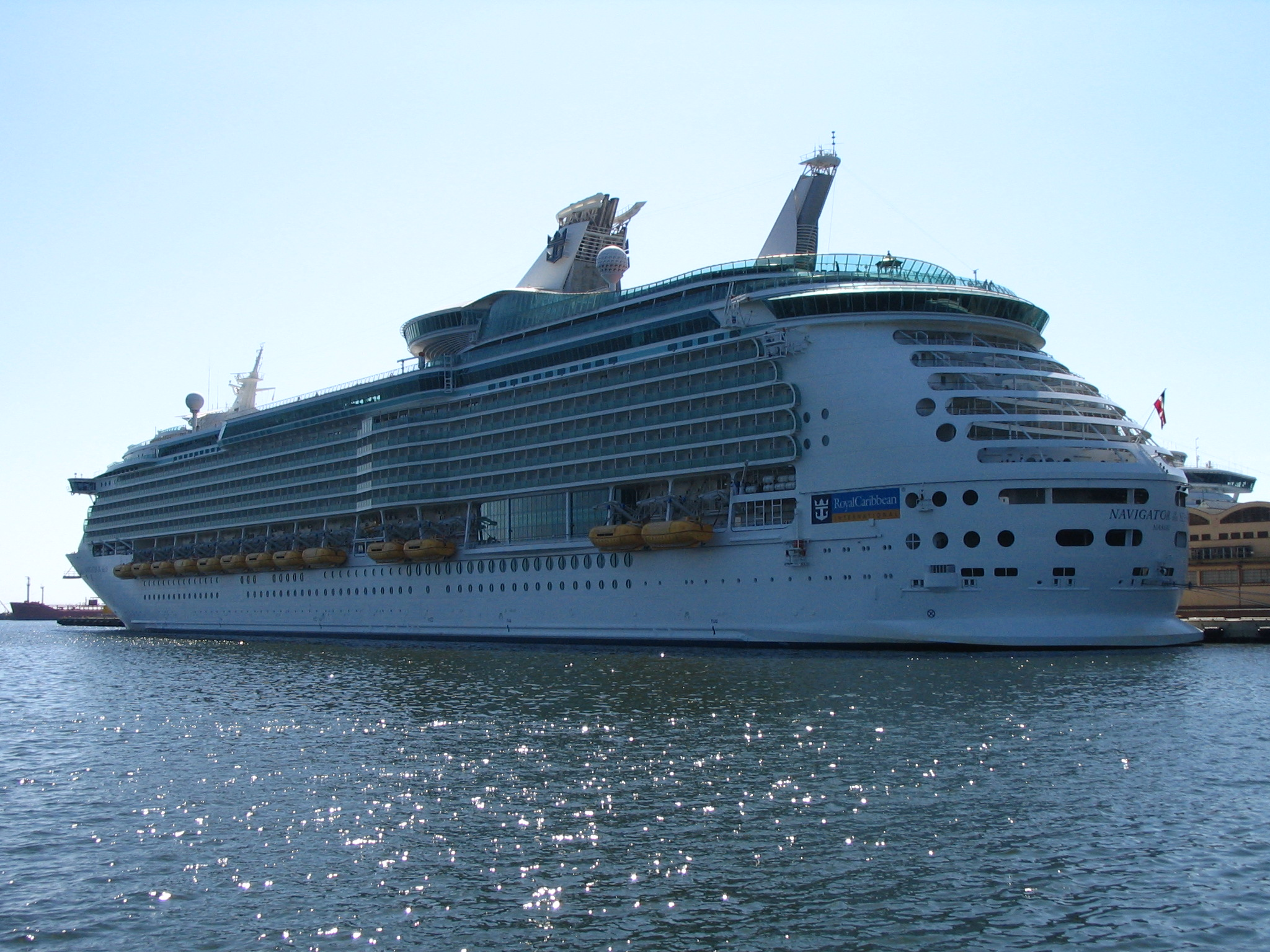
MS Navigator of the Seas w Gdyni w 2007
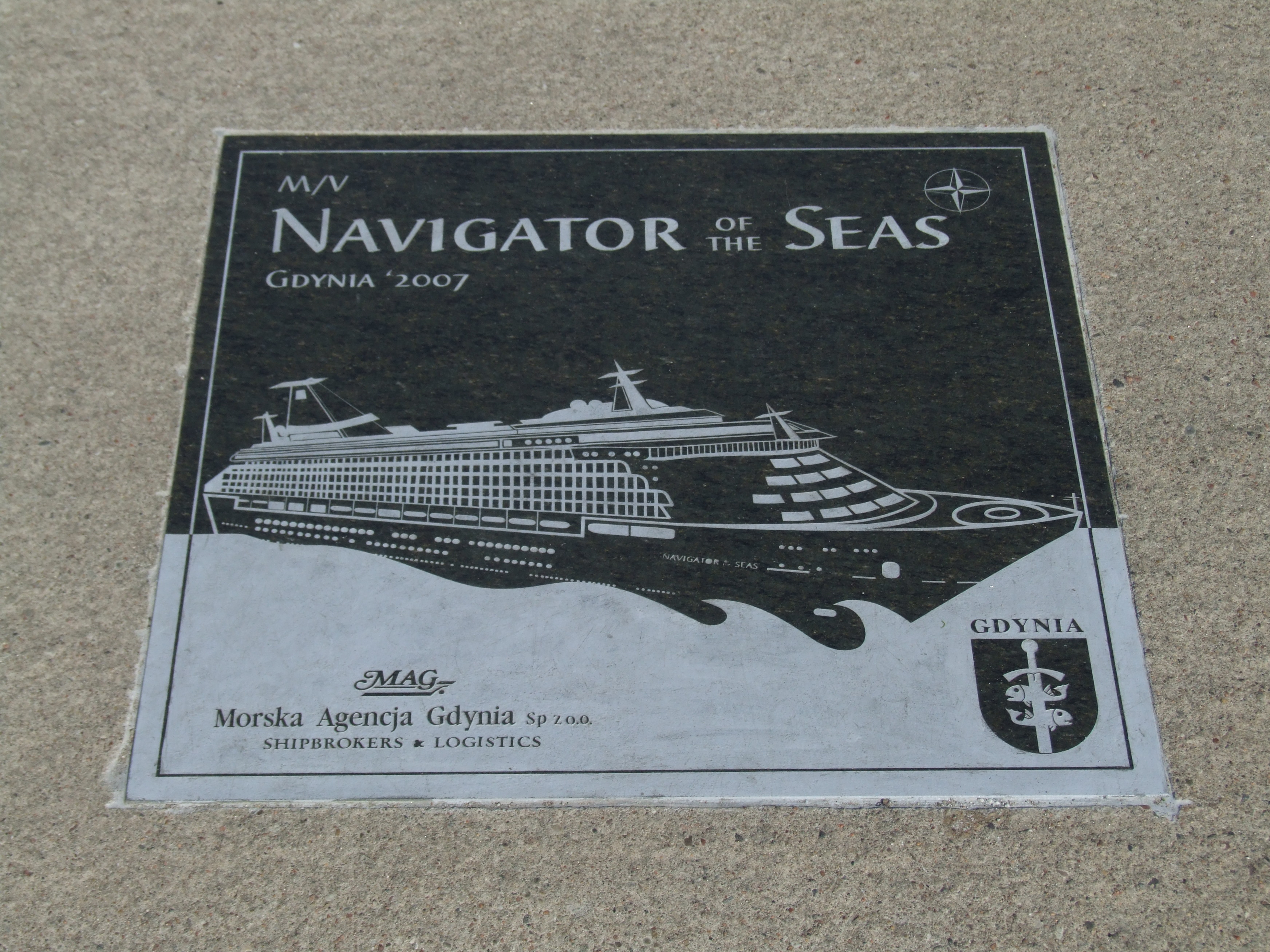
Tablica upamiętniająca wizytę w Gdyni

## Wyposażenie statku
Na pokładzie Navigator of the Seas znajduje się 1557 kabin, a ponadto m.in.:
- 12 barów,
- 7 restauracji,
- kasyno,
- kino,
- teatr,
- biblioteka,
- 3 dyskoteki,
- 3 baseny,
- centrum odnowy biologicznej (fitness center, siłownia, aerobic, sauna, salon piękności),
- sztuczne lodowisko,
- ścianka wspinaczkowa,
- 9 dołkowe pole do minigolfa
- symulator do gry w golfa,
- trasa do biegania,
- pełnowymiarowe boisko do koszykówki,
- Royal Promenada - galeria sklepów wolnocłowych otwarta przez cała dobę,
- centrum konferencyjne,
- centrum dziecięco-młodzieżowe.